# پنگوئن
پنگوئن (راسته پنگوئن‌سانان، تیره پنگوئنان) پرندهٔ بی‌پروازی از راسته گُوه‌سانان (Sphenisciformes) از خانواده گُوگان (Spheniscida) است که از ماهی‌ها تغذیه می‌کند. پنگوئن‌ها بال‌های کلفتی دارند که به عنوان باله شنا از آن بهره می‌گیرند. پنگوئن‌ها در جاهای سردسیر نیمکره جنوبی زمین زیست می‌کنند.
نام راسته و خانواده آن‌ها نمایانگر شکل گوه‌ای بدن آن‌ها است.
نام پنگوئن در واقع نام ماهی‌گیرک بزرگ پرنده‌ای بومی اقیانوس منجمد شمالی که شباهت ظاهری زیادی به پنگوئن‌ها داشت و در قرن نوزدهم منقرض شد. زمانی که ملوانها به اقیانوس منجمد جنوبی رسیدند همین نام را به پرندگان آنجا دادند که قادر به پرواز نبودند.

## واژه‌شناسی
ریشه این نام در زبان ولزی است و از واژه pen gwyn به معنای «سرسپید» که نام پرنده‌ای بود که چهره‌ای نزدیک به آن‌ها داشت گرفته شده‌است.
اولین بار واژه پنگوئن در قرن شانزدهم به عنوان یک مترادف برای ماهی‌گیرک بزرگ شناخته شد. زمانی که کاوشگران اروپایی آنچه که امروزه به عنوان پنگوئن در نیمکره جنوبی شناخته می‌شود را کشف کردند، با توجه به ظاهر مشابه این موجودات به ماهی‌گیرک بزرگ در نیم‌کره شمالی، آن‌ها را به این نام نامیدند، در حالی که ارتباط چندانی میان آن‌ها وجود نداشت.

## رده‌بندی
تیرهٔ پنگوئنان – پنگوئن‌های نوین
- پنگوئن‌های بی‌بال - Aptenodytes
  - شاه‌پنگوئن، Aptenodytes patagonicus
  - پنگوئن امپراتور، Aptenodytes forsteri
- پنگوئن‌های نوک‌دراز – Pygoscelis
  - پنگوئن آدلی، Pygoscelis adeliae
  - پنگوئن ریش‌خطی، Pygoscelis antarctica
  - پنگوئن جنتو، Pygoscelis papua
- پنگوئن‌های کاکل‌دار کوچک – Eudyptula
  - پنگوئن کوچک، Eudyptula minor
  - پنگوئن باله‌سفید، Eudyptula albosignata
- پنگوئن‌های گوه‌ای – Spheniscus
  - پنگوئن ماژلان، Spheniscus magellanicus
  - پنگوئن هومبولت، Spheniscus humboldti
  - پنگوئن گالاپاگوس، Spheniscus mendiculus
  - پنگوئن آفریقایی، Spheniscus demersus
- پنگوئن‌های چشم‌زرد – Megadyptes
  - پنگوئن چشم‌زرد، Megadyptes antipodes
  - پنگوئن وایتاها، Megadyptes waitaha (منقرض)
- پنگوئن‌های کاکل‌دار – Eudyptes
  - پنگوئن فیوردلند، Eudyptes pachyrynchus
  - پنگوئن کاکل‌سیمی، Eudyptes robustus
  - پنگوئن راست‌کاکل، Eudyptes sclateri
  - پنگوئن صخره‌پر جنوبی، Eudyptes chrysocome
  - پنگوئن صخره‌پر شرقی، Eudyptes filholi
  - پنگوئن صخره‌پر شمالی، Eudyptes moseleyi
  - پنگوئن سلطنتی، Eudyptes schlegeli (مورد مناقشه)
  - پنگوئن ماکارونی، Eudyptes chrysolophus
  - پنگوئن چتهم، Eudyptes chathamensis (منقرض)